# Parasyrisca orites
Parasyrisca orites är en spindelart som först beskrevs av Chamberlin och Willis J. Gertsch 1940.  Parasyrisca orites ingår i släktet Parasyrisca och familjen plattbuksspindlar. Inga underarter finns listade i Catalogue of Life.